# ベルホヤンスク山脈

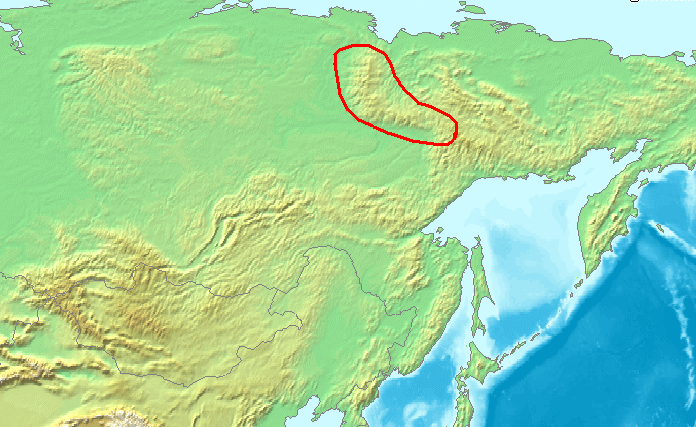
ベルホヤンスク山脈の位置

ベルホヤンスク山脈（ベルホヤンスクさんみゃく、ロシア語:Верхоянский хребет、サハ語:Үөһээ Дьааҥы сис хайата）は、ロシアのシベリア北東部にある山脈。サハ共和国の中央部をカーブを描くように1,200km近くにわたり伸びている。
山脈の南では東西に伸び、北ではレナ川に沿って南北に伸び北極圏のラプテフ海沿岸に至る。山脈の西にはレナ川と支流のアルダン川が広大な盆地を形成しており、山脈の東にはヤナ川水系がある。ヤナ川を挟んだ東には、ベルホヤンスク山脈に並行するようにチェルスキー山脈が南北に伸びる。ベルホヤンスク山脈の最高点は山脈南部付近で標高は約2,480m。南の端ではオイミャコン高原でチェルスキー山脈とつながり、スンタル＝ハヤタ山脈とセッテ・ダバン山脈の二つに分かれてオホーツク海に至る。
石炭、金、銀、亜鉛、鉛が豊富な一帯で、ユーラシアプレートと北アメリカプレートの境界をなす。
この山脈付近の町であるベルホヤンスク（ヤナ川流域）およびオイミャコン（インディギルカ川流域）は、人が居住する場所では世界で最も気温が低い地域である。また冬は積雪が非常に深い。最終氷期の頃は山脈は氷河におおわれていたとみられ、山脈は夏になるとアルプス山脈にも似た表情を見せる。